# Tepanecas

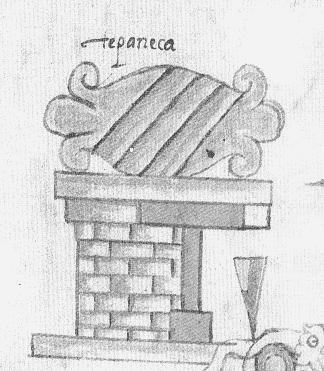
Detalle del Códice Azcatitlan en el que aparece el glifo que representa al pueblo tepaneca, en donde por encima del glifo calli (casa) aparece el glifo tetl (piedra).

El nombre tepanecas es una derivación del verdadero gentilicio que le corresponde por su ciudad original-mítica, Tepanohuayan "el pasadero", también llamada Tepano, cuyo gentilicio correspondiente es tepanécatl. Ideográficamente se representa con una piedra, de ahí que se crea que su etimología proviene de tepan "sobre las piedras". A sus territorios conquistados se les denominaba Tepanecapan "tierra de los tepanecas" (lit. "sobre los tepanecas").
Tepaneca es el nombre de un pueblo prehispánico, a quienes el historiador novohispano Fernando de Alva Ixtlichóchitl atribuye un origen chichimeca, datando su llegada la Cuenca de México a mediados del siglo XII de nuestra Era. 
Otros autores, como el estadounidense Charles Gibson, ven a los tepanecas como una rama de una migración otomí llegada al valle de México en el s.XIII. 
Según la tradición recopilada por varios historiadores, el pueblo tepaneca constituía una de las siete tribus que iniciaron la migración desde Chicomoztoc (en lengua náhuatl, “en las siete cuevas”; lugar sobre cuya ubicación no existe certeza: Mientras que a mediados del siglo XX la opinión generalizada era que su localización estaba en la actual zona arqueológica de La Quemada, en el estado mexicano de Zacatecas, la opinión de investigadores posteriores la han ubicado en la parte norte de la Cuenca de México, o en dirección a la antigua Tula, e incluso específicamente en el cerro conocido como Chiconauhtla, al sur del valle de Teotihuacán). Al pueblo tepaneca correspondió, seguramente por su poderío militar, una de las mejores zonas, donde fundaron Azcapotzalco, el principal altépetl del territorio dominado por esta tribu, conocido como Tepanecapan.
A la llegada de los españoles a la Cuenca de México, el pueblo tepaneca se encontraba sometido por la Triple Alianza encabezada por Tenochtitlán, no logrando permanecer como grupo étnico, y sólo se tiene referencia de su existencia a través de la tradición prehispánica plasmada en diversos códices y documentos recopilados por historiadores novohispanos.

## El gentilicio

### Tepanecas
No existe certeza sobre la etimología del gentilicio tepaneca, ni tampoco sobre su correcta traducción, sino que son varias las posibilidades al respecto.
Hay quienes afirman que la palabra tepaneca (del náhuatl tepanecatl), se deriva del topónimo te-pan, de te- 'piedra' y -pan (sufijo locativo que denota un contacto sin penetración) que literalmente se traduce 'sobre, encima de'-, de acuerdo con esta interpretación tepan significaría '[lugar] sobre la piedra'. Esta propuesta es objetada por otros investigadores al no tenerse noticia o referencia de lugar alguno que se llame Tepan. Pero debe tenerse en cuenta que los topónimos nahuas no solamente se refieren a poblaciones (Teotihuacán, Tula, Azcapotzalco), sino también a lugares específicos como accidentes geográficos (Chapultepec: Cerro del Chapulín) o incluso a elementos constuctivos (por ejemplo, tepān machiotl: mojón; tepāncalli, tepānyo 'cercado de paredes'), y bajo esa premisa tepān podría haberse referido a un recinto amurallado. 
De acuerdo con ello, de la tradición oral indígena plasmada en los escritos de los primeros historiadores novohispanos, así como de la labor interpretativa de los modernos investigadores, se deduce que el uso de la palabra "tetl" en el gentilicio tepaneca se refiere a la piedra como elemento constructivo y no como accidente del terreno.
Así, el jesuita Juan de Tovar es uno de los primeros estudiosos novohispanos en proponer el significado del gentilicio tepaneca, al señalar:

El tercer linaje es el de los tepanecas, que quiere decir "la gente de la puente, o pasadizo de piedra", derívase su nombre de tepanohuayan, que quiere decir "puente de piedra", el cual [está] compuesto [de] tetl, que es "piedra", y panohua, que es "vadear el agua", y de esta partícula yan, que denota "lugar". De estas tres cosas [hacen] tepanohuayan. Y de este nombre toman el tepano convirtiendo la o en e, y añaden el ca y dicen tepaneca...
Juan de Tovar, Origen de los mexicanos, edición de Germán Vázquez Chamorro, Historia 16. Madrid, España, 1987.

Tepanohuayan, de acuerdo con las fuentes, era el nombre para referirse genéricamente al territorio nuclear de los tepanecas: Así, cuando Azcapotzalco constituía el altépetl dominante del territorio tepaneca, se le aplicaba el término Tepanohuayan; pero cuando Tlacopan pasó a ocupar el lugar preponderante entre las poblaciones tepanecas, dicho término se le aplicó entonces a ese altépetl. Aun así, en al menos dos fuentes se cita una población específica con el nombre Tepanohuayan,  sin embargo, por la poca importancia que denotan dichas poblaciones y bajo el contexto histórico en que se citan, no podría decirse que se tratase de una población que fuera el origen del pueblo tepaneca y, de esa forma, de su gentilicio.
La utilización de tetl como elemento constructivo y no como accidente de terreno o población (real o mítica), se ve apoyado en el hecho que los lingüistas coinciden en que muchos términos que se derivan de la palabra tetl aluden a obras humanas. En este sentido, una posibilidad es que el gentilicio tepanecatl provenga de tepantli, que denota una pared, una hilera o muro de piedra. Tal elemento bien puede asociarse a un pueblo sedentario como el tepaneca, ya sea refiriéndose a muros constructivos, canalizaciones, o a simples delimitaciones de terrenos. Según esta posibilidad, la mención de la piedra, materia prima arquitectónica por excelencia de los pueblos de alta cultura mesoamericana, habría de interpretarse como signo de complejidad cultural. 
Bajo esas premisas, tepaneca puede traducirse como El pueblo de la piedra. Esta definición se ve apoyada por el hecho que el glifo gentilicio tepaneca que aparece en variados documentos (Códice Boturini o Tira de la peregrinación, Códice Azcatitlan y Códice Xolotl), en el que -asociado al glifo calli, que expresa la idea de nación o grupo humano- aparece uno de los glifos más normalizados del sistema escriturario náhuatl, el que significa "piedra". 
Con relación a ello, Carlos Santamarina Novillo opina: 

Caben dos posibilidades, aunque no necesariamente excluyentes. En caso de que proceda una lectura ideográfica, habríamos de entender que los tepanecas son «el pueblo de la piedra» [...] Si por el contrario se trata de un uso fonético, dicho glifo sólo es empleado porque aporta el sonido de la sílaba inicial del gentilicio (te-), y la relación del objeto representado —la piedra— con la nación que se quiere indicar es arbitraria...
Carlos Santamarina Novillo, Los azteca-tepaneca: en torno a su origen y gentilicio, en "Revista española de de antropología americana", Universidad Complutense de Madrid. Madrid, España, 2007, núm.37, vol. 2, p. 74.

También apoya esta definición el contenido de la Carta de Azcapotzalco, en la que los pipiltin de esa población rogaron al soberano español por el otorgamiento de un escudo de armas, en la que propusieron "una muralla que parece tener almenas torreadas representa los muros de un mercado, y son éstos tan fuertes que por su gran fortaleza nuestros mayores los compararon con el suelo firme...".

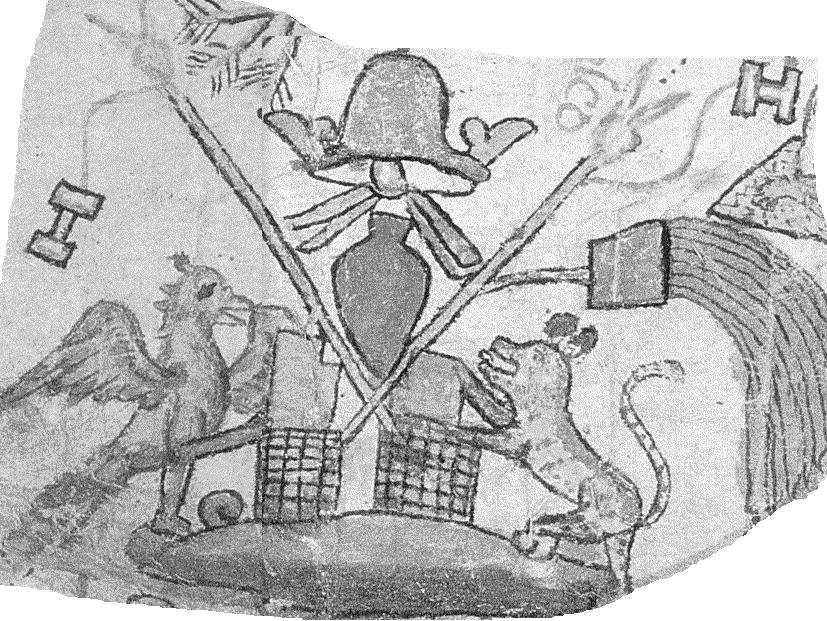
Glifo correspondiente a Azcapotzalco, con marcada influencia de la heráldica hispánica, que aparece en el Códice García Granados.

El muro representado en tal definición -tepantli- refuerza la idea de un muro o pared de piedra asociado al gentilicio tepaneca. Tal representación no resulta aislada, ya que el Códice García Granados proporciona un caso tardío de glífica indígena en el cual se representa a la nación tepaneca mediante un raro emblema cuyos elementos, pese a la deformación de su estilo y a estar dispuestos de forma que pretende asemejarse a la heráldica hispana, no dejan de proceder claramente de la tradición prehispánica. Entre ellos encontramos el glifo de "piedra" —tetl— dando base al conjunto, y sobre él, un muro almenado, que casi reproduce el escudo de armas peticionado a la Corona española. 
A los territorios conquistados por los tepanecas se les denominaba Tepanecapan "tierra de los tepanecas". 
A pesar de que la palabra náhuatl tepaneca es plural de tepanecatl, en castellano la palabra tepaneca es singular, por lo que al referirse al pueblo tepaneca, estrictamente, lo correcto es hablar de "los tepanecas" y no de "los tepaneca".

### Tecpaneca
A menudo el gentilicio tepaneca se confunde con la palabra tecpaneca, plural de tecpanecatl -de tecpan "palacio" (lit. "casa del tecuhtli")-, y que se refiere a cierta clase o casta dirigente de personas que se ocupaban de las tareas administrativas de las casas de los gobernantes, una especie de burocracia. 
Si bien en la traducción de ciertos documentos, tales como los Anales Tepanecas y el Códice Mexicanus, aparece la palabra tecpaneca en un contexto donde se refiere al pueblo tepaneca, lo cierto es que investigaciones de especialistas han demostrado que se trata de errores de los traductores, usando la primera palabra en lugar de la segunda, debido quizá a una deficiente conocimiento de la lengua y glífica nahuas. 
Carrasco incluye en uno de sus trabajos la transcripción y traducción de un pequeño fragmento del texto náhuatl de los Anales Tepanecas hecha por F. García Chimalpopoca; allí donde Galicia escribió "En seguida [...] llegaron los tecpaneca diciendo...", Carrasco—que ha manejado el documento original—transcribe Nima ye huitze in tepanece quitoque y traduce "Entonces vinieron los tepanecas y dijeron..." El traductor introdujo pues la variante del término sin fidelidad al original.
Por otra parte, en la plana 22 del Códice Mexicanus, alusiva a los pueblos nahuatlacas originarios de Chicomoztoc, tenemos sendos textos alfabéticos manuscritos, uno en náhuatl y otro en castellano, este posterior y de distinta tinta. El texto náhuatl reza quinehuayan chicomostoc oncan quisque yn chicuecalpoltin tepaneca colhualque, mientras el castellano traduce "De este lugar nombrado Chicomoztoc o Siete cuevas salieron las 8 naciones Tecpanecas culhuaques". También en este caso, la variante "palaciega" se muestra claramente como producto de una transcripción errónea posterior a la redacción de la fuente.
Aún en trabajos relativamente recientes se puede encontrar este tipo de confusiones en el uso de los términos. Un ejemplo de ello puede hallarse en el trabajo de Miguel León-Portilla, quien al introducir una cita del Códice Matritense de la Real Academia, señala lo siguiente:

d) Quema de códices ordenadas por los aztecas [...] Cuando los aztecas lograron ya su independencia, después de su victoria sobre los tecpanecas de Azcapotzalco, hacia 1428, empezaron a dar un nuevo sentido a su organización y a su historia...
Miguel León-Portilla. "De Teotihuacán a los Aztecas: Antología de fuentes e interpretaciones históricas", 2a ed., México, 1982, Universidad Nacional Autónoma de México, Colección Lecturas Universitarias, p. 161.

## Historia del origen y desarrollo
Desafortunadamente, no se cuenta con fuentes directas que hablen del origen e historia del pueblo tepaneca, debido a la característica de la cultura mesoamericana de reescribir la historia y borrar en buena parte la memoria del pasado que no sirviera a los fines del presente; así, después de la victoria de la Triple Alianza encabezada por Tenochtitlan sobre Azcapotzalco (entonces capital del llamado Imperio Tepaneca), los mexicas, como potencia dominante en el periodo que siguió al apogeo tepaneca, en su empeño en rehacer la historia de acuerdo a una ideología militarista sancionadora y reproductora del expansionismo mexica, eliminaron muchos detalles de su humilde pasado para sustituirlos por un prestigioso y supuesto parentesco con el antiguo toltecáyotl.
Los historiadores coinciden en dos medios útiles para investigar los orígenes del pueblo tepaneca: 
1. Las tradiciones indígenas (anteriores a la Conquista de México y aquellas plasmadas en la labor recopilatoria en la Nueva España); y
2. Las deducciones obtenidas a partir de similitudes y cercanías lingüísticas y culturales con otros pueblos.

Una fuente valiosísima, el Códice Boturini o Tira de la peregrinación, relata cómo una serie de tribus o grupos étnicos salieron de Aztlán y pasaron por Colhuacán, relacionando entre ellos a los tepanecas junto a matlatzincas, tlahuicas, malinalcas, acolhuas, xochimilcas, chalcas y huexotzincas. 
Un códice más tardío, el Azcatitlan (al parecer emparentado con el Boturini), representa glifos gentilicios representando claramente la misma escena, aunque con notorio cambio de estilo y acompañándolos de glosas alfabéticas. 
Existen además versiones recopiladas por cronistas coloniales como Chimalpain, cuya lista coincide exactamente con las glosas del Códice Azcatitlan. 
Fernando de Alva Ixtlilxóchitl en su Historia de la Nación Chichimeca, relata cómo, tras la caída de Tollan y años después de establecido Xolotl al frente de sus chichimecas en el norte de la Cuenca de México, tres grupos inmigrantes serán acogidos por este último soberano, estableciéndose los tepanecas en Azcapotzalco, los acolhuas en Coatlichan y los otomíes en Xaltocan. El cronista texcocano utiliza el término aculhuas de forma genérica, en lugar del que sería de esperar —chichimecas—, que otras fuentes utilizan en tal sentido, pero básicamente establece ya la asociación entre tepanecas, otomíes y acolhuas, otorgándoles un origen común en el Occidente de México. Asienta además el parentesco de los señores de Azcapotzalco y Coatlichan con Xolotl, otorgando legitimidad a sus dinastías. 
Por su parte, el testimonio recogido por fray Diego Durán sigue el mismo esquema, coincidiendo parcialmente en los nombres de los pueblos recién llegados. Nombra también a los tepanecas, en una relación más cercana a la citada de la Tira de la peregrinación:

Los que salieron de aquellas cuevas [Chicomoztoc] fueron los seis géneros de gentes: conviene a saber: los Xuchimilcas, los Chalcas, los Tepanecas, los Culhuas y los Tlahuicas y Tlaxcaltecas. Aunque es de saber que no todos juntos, ni todos en un año, sino unos primero y otros después, y así, sucesivamente, iban dejando aquel sitio y lugar de las cuevas. [...] Y así, el primero que salió fue el género de los Xuchimilcas. Luego le siguió el de los chalcas, y luego el de los Tepanecas, y luego el de los Culhuas, y tras ellos, los de Tlahuic, y el Tlaxcalteca, quedándose allá el Mexicano, según dicen ellos, por ordenación divina...
Diego Durán, Historia de las Indias de Nueva España e Islas de Tierra Firme, 2 vols., edición de Ángel María Garibay K. México, Porrúa.1984, cap. II, p. 21.

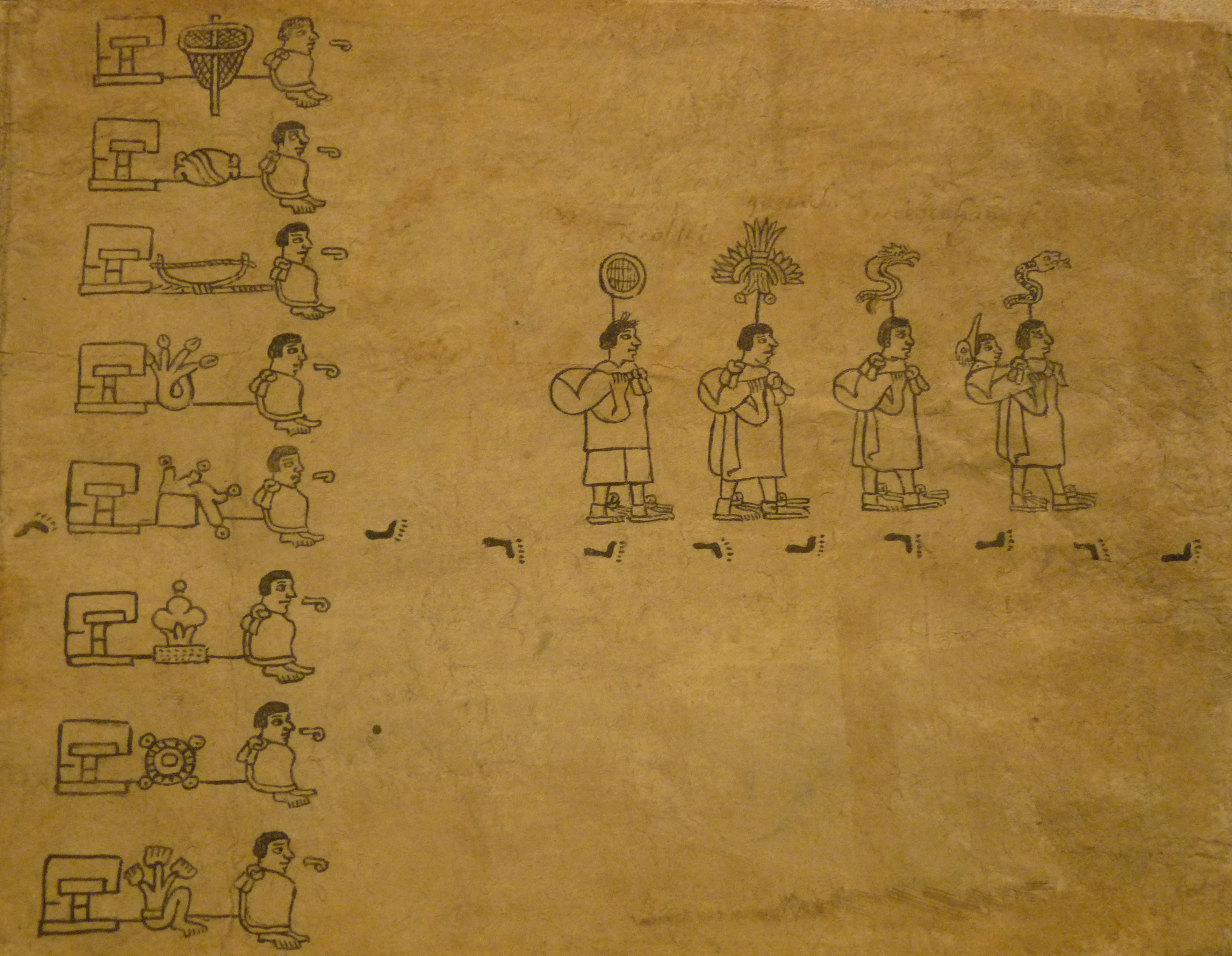
Lámina 2 del Códice Boturini o Tira de la Peregrinación, en donde se señalan las tribus que emigraron hacia la Cuenca de México. Los glifos que aparecen a la izquierda, de arriba hacia abajo, representan a las tribus: matlatzincas, tepanecas, tlahuicas, malinalcas, acolhuas, xochimilcas, chalcas y huexotzincas.

En realidad, el hecho de que las tradiciones indígenas hablen en términos similares de diversas tribus con un origen común no hace sino afirmar una también común identidad cultural, por encima de adscripciones concretas.
Debe notarse que las listas de pueblos chichimecas inmigrantes en la Cuenca de México que nos ofrecen las fuentes no son del todo coincidentes, sin duda por la incidencia de tradiciones étnicas divergentes. Sin embargo, merece la pena subrayar que el único grupo —junto con los chalcas — presente en todas las listas disponibles es el tepaneca. Puesto que puede descartarse un afán por favorecer a dicha etnia en fuentes y cronistas tan dispares como las mexicas, acolhuas o chalcas existentes, la conclusión es que el tepaneca es uno de los grupos étnicos más antiguos, estables y definidos de los que poblaron el área central mesoamericana durante el período nahuatlaca.
Así, puede concluirse válidamente que el origen del pueblo tepaneca se remonta a las tribus nómadas o seminómadas provenientes del noroccidente de México que, después del colapso de Tula en el siglo XII de nuestra Era, migraron hacia la zona lacustre de la Cuenca de México.

### Origen
Según el cronista Fernando de Alva Ixtlilxóchitl este grupo era chichimeca y se asientan en el año 1012 en la región poniente del lago de Texcoco. Su linaje inicia cuando su caudillo Acolhua (es variante de Acolnahuacatl) se casa con Cuetlaxochitzin hija de Xólotl, otro caudillo chichimeca. Pero estos datos entran más bien en un contexto mítico, pues Acolnahuacatl es muy posterior como veremos.
Chimalpain coloca su asentamiento antes, en el año 995. De hecho las investigaciones arqueológicas han revelado que Azcapotzalco estaba habitado desde el periodo clásico -alrededor del año 600- emparentados con teotihuacanos en cultura y lengua, pues es sabido que aún hablaban una lengua otomíana en el siglo XIV a pesar de que el nahuatl era lingua franca desde 1272. Continuando con datos proporcionados por Chimalpain, menciona que los tepanecas entran a una Triple Alianza desde 1047 (esta alianza es distinta de aquella en la, muy posterior, en que participan los mexicas).
Los documentos indican que su último linaje inicia con Matlacohuatl quien gobierna de 1152 a 1222, su mujer fue Cuitlachtepetl. El segundo tlahtoani fue Chiconquiauhtzin que gobierna de 1222 a 1248, se casó con la princesa Xicomoyahual, hija del señor de Xaltocan llamado Ohpantzin (en las fuentes escrito Upatzin y Opantecutli). 

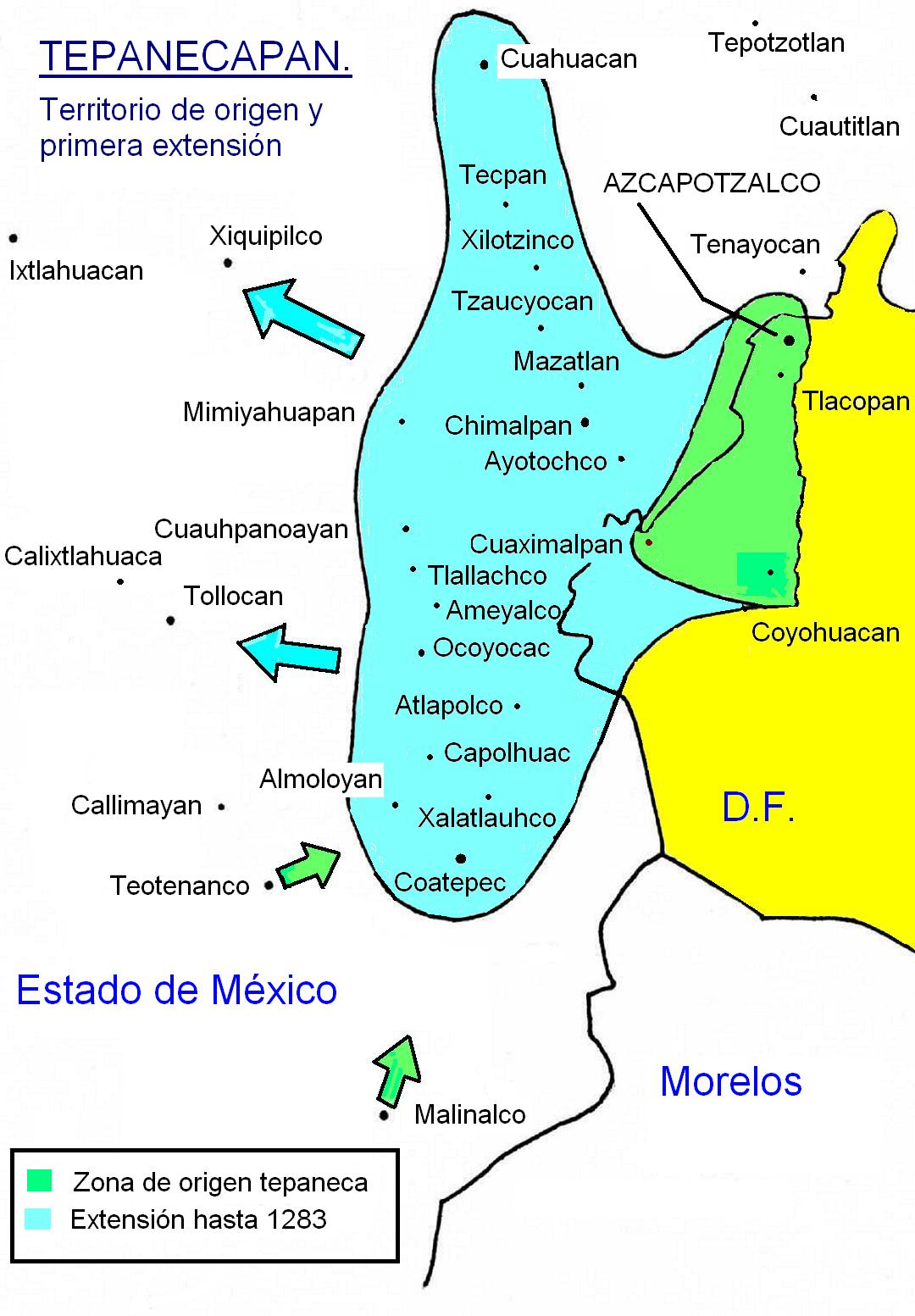

Le sucedió Tezcapoctzin que rigió de 1248 a 1283. En su tiempo aparecieron los mexitin quienes le solicitan permiso para fundar su segunda capital en el islote del lago de Texcoco al que originalmente nombran Cuauhmixtitlan en 1274. Con este gobernante comienza la expansión militar tepaneca, estableciendo alianzas con los acolhuas en el valle de México, con los mazahuaques del valle de Ixtlahuaca y con los matlatzincas del valle de Toluca, adquiriendo a la vez un gran poder comercial. En 1272 acepta la sustitución de Coatlinchan por Tetzcoco en la Triple Alianza de esa época consolidando así los logros de su predecesor.
En 1283 asciende Acolnahuacatl quien se había casado con Cuetlaxochtzin, hija de Tecuanitzin de Tenayocan (Tenayuca), de este matrimonio nacen seis hijos: Huitzilihuitl Tepanquizqui, Epcohuatzin, Tlazozonizcatl Moxotzin, Chalchiuhnenetzin, Tianquiznenetzin, Tezozomoctli Yacateteltetl.
Permite el establecimiento de los mexitin en Chapoltepec en 1281-1286 para que expulsen a los matlatzincas-texcaltepecas (Texcaltepec; antiguo nombre del pueblo de Malinalco), de igual manera se mantiene al margen cuando la coalición de cuatro naciones arrasan a los mexitin de Chapoltepec y la sierra de Santa Catarina en 1299, reduciéndolos al yugo de Colhuacan. En 1318 por primera vez atacan a los mexicas, con la consecuencia de un aumento en el tributo y mayor participación en las campañas militares. Otorga a su hijo Epcohuatzin Teuhtlehuac para que sea el primer Tlahtoani de Tlatelolco en 1337.
Para el momento de su muerte en 1343, Azcapotzalco era un auténtico "Hueyi Tlahtohcayotl", controlaba las rutas comerciales y su linaje regía en al menos 40 altépetl (pueblos).

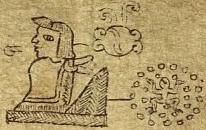
Tezozomoc, señor de Azcapotzalco. Como aparece en el Códice Xolotl.

A la muerte de Acolnahuacatl su hijo Tezozómoc con apenas 23 años de edad toma su lugar; este tal vez sea la figura más importante y crucial del periodo posclásico. Sus decisiones políticas tanto destruirán pueblos como favorecerán el surgimiento de otros, si los mexica-tenochcas alcanzan la supremacía en el siglo XV fue consecuencia del gobierno de Tezozomoc.
En 1344 Tezozomoc apoya a los mexicas para someter a Colhuacan, reestructurando la Triple Alianza en la que a partir de entonces se incorpora Tenochtitlan, con lo cual Azcapotzalco tendría el control de dos sedes. Sorpresivamente a partir de 1367 los tepanecas comienzan campañas militares contra los pueblos del norte del valle, logrando inmediatamente someter a la alianza Cuautitlán-Toltitlán-Tepotzotlán, poco después también cae Xaltocan que era regido por Tzompanteuctli. En 1370 conquistan Tenayuca que queda como tributaria de México.
Luego Tezozomoc continua las conquistas hacia el sur; se lanzan sobre la Confederación Chalca (Chalcayotl) en 1376, imponiéndoles a partir de entonces las "Guerras floridas" contra los tenochcas. Método de control tepaneca para que ambos grupos -mexicas y chalcas- se debiliten mutuamente y mantengan un perfil bajo. Someten a Xochimilco en 1379, a Mizquic en 1382, a Cuitlahuac en 1393 y Cuauhnahuac en 1395.
Con las victorias logradas Azcapotzalco se siente lo bastante poderoso y ataca a Tetzcoco en 1414 que era gobernada por Ixtlilxochitl desde 1409, mantienen ventaja hasta el 14 de abril de 1415 cuando los acolhuas inician una contraofensiva que voltea los papeles y sitian Azcapotzalco por más de tres años. En 1418 acorralado e imposibilitado Tezozomoc pacta la rendición y decide cerrar la negociación en Tetzcoco el 4 de agosto, astutamente confábula comprando aliados para matar a Ixtlilxochitl y a sus allegados en su propio palacio, de último momento Ixtlilxochitl logra escapar junto a su hijo Nezahualcóyotl, evadiendo a los guerreros tepanecas por poco más de un mes, es hasta el 24 de septiembre de 1418 que matan al tlahtoani acolhua, su hijo oculto en un árbol contempla el magnicidio para posteriormente volverse fugitivo y huir a Huexotzinco y luego a Xochicalco.

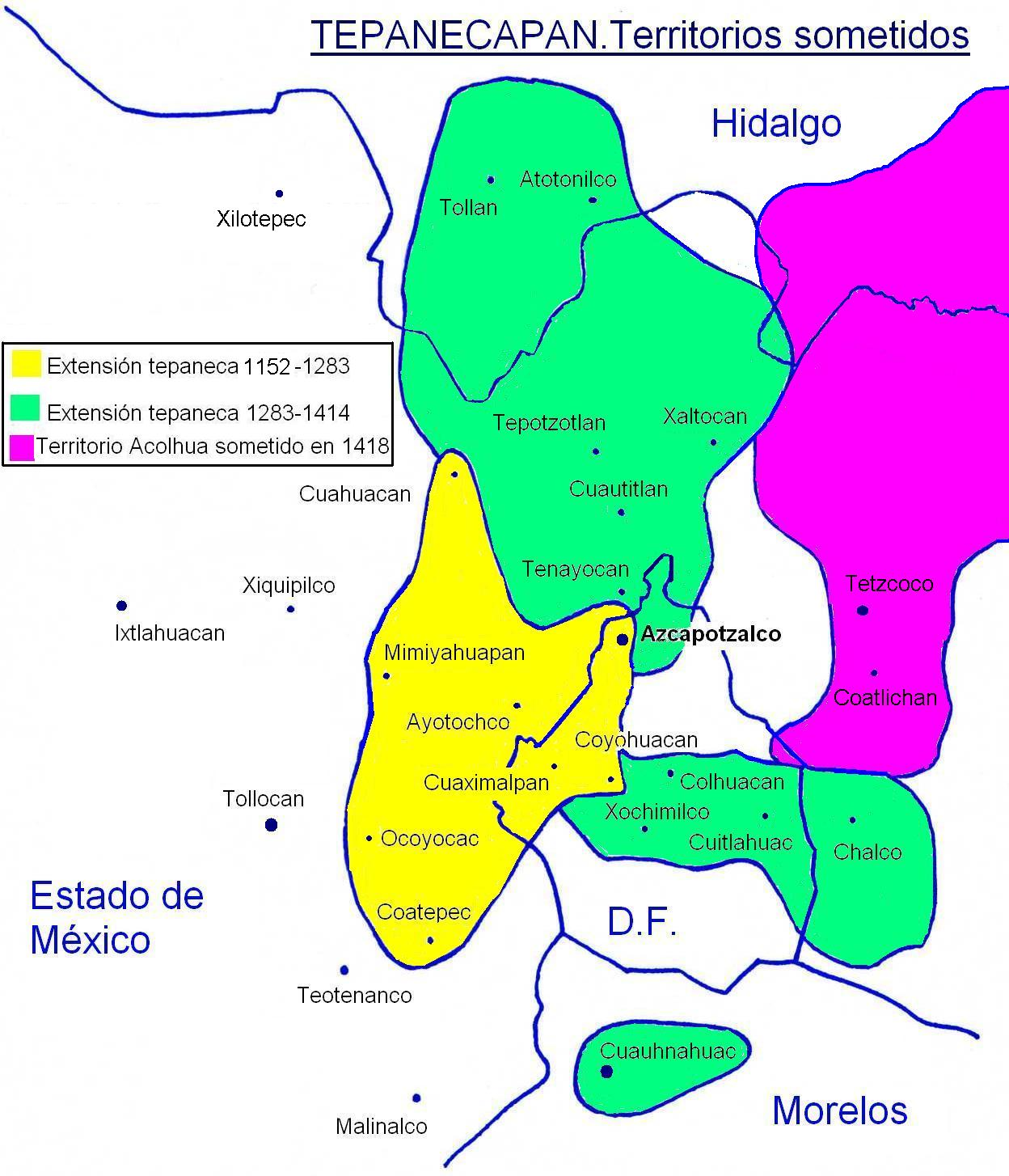
Su máxima extensión.

Por fin Tezozomoc logra el control de todo el valle de México y zonas circunvecinas, imponiendo a la nobleza tepaneca en las ciudades más importantes y estableciendo alianzas matrimoniales. Azcapotzalco logra su época de oro que para su desgracia no duraría mucho, pues con la muerte de este verdadero "Huey Tlahtoani" el 24 de marzo de 1426 la historia daría un nuevo giro.
La designación de Quetzalayatzin (según otras versiones su nombre era Tayatzin) como sucesor provoca disgusto en Maxtla que era señor de Coyoacán desde 1410, que decide usurpar el trono el 29 de marzo, en cuanto terminaron las ceremonias fúnebres, comenzando una regencia despótica.
La noche del 12 de julio Chimalpopoca tlahtoani de México-Tenochtitlan trama un ardid para asesinar a Maxtla y se lo hace saber a Quetzalayatzin para que lo ejecute y así recuperar su designación. Por desgracia se entera el tirano y al día siguiente manda matar a su medio hermano de la misma manera que habían planeado para él. El 18 de julio Maxtla manda matar también a Tlacateotzin de Tlatelolco quien intentaba huir y fue alcanzado a la entrada de Xaltocan, es sustituido por Cuauhtlatoatzin.
Aprisiona a Chimalpopoca el día 20 de julio, Nezahualcóyotl intenta rescatarlo pero fracasa teniendo que huir para salvar su propia vida y buscar refuerzos para recuperar su reino, lo que consigue el 11 de agosto. Mientras tanto Chimalpopoca es ejecutado el 21 de julio de 1426, al año siguiente en Tenochtitlan es elegido como su sucesor Itzcóatl.
Se suscita una situación tensa durante casi dos años, durante la cual las alianzas determinarán la balanza a favor de los tenochcas (los tlatelolcas se habían hecho al lado tepaneca al principio), quienes apoyados por los acolhuas y los señoríos de Huexotzinco y Tlaxcala arman el ataque contra Maxtla a partir de 1428, conquistando Azcapotzalco ese mismo año, posteriormente someten a Tlacopan, Atlacuihuayan y demás ciudades tepanecas, por fin en 1430 derrotan a Maxtla en Coyoacán; no se sabe a ciencia cierta si el usurpador murió o huyó pero como fuera jamás se supo nada más de él.
Los vencedores deciden restablecer la Excan Tlahtoloayan, además de Tetzcoco y Tenochtitlan designan a Totoquihuatzin de Tlacopan (Tacuba) como tercer miembro de la coalición, con lo cual se preserva el título de Tepanecateuctli como "máximo señor de los tepanecas".
A partir de entonces la historia tepaneca será minimizada y relegada a un segundo plano, reducido en los libros de texto a un simple párrafo, incluso los investigadores modernos sólo han esbozado su verdadera historia siendo el presente apartado de los más detallados.

## Linaje de Tezozomoctli Yacateteltetl
El nombre de su mujer principal fue Chalchiuhcozcatzin (es sabido que los gobernantes tenía varias esposas, otros nombres mencionados son Ilhuicaxotzin, Macuetzin, Iztacxochitl).
Sus hijos legítimos eran cinco:
- Cuacuapitzahuac, señor de Tlatelolco (en veces confundido con Cuacuatzin, otro hijo).
- Acolnahuacatl Tzacualcuatl, señor de Tlacopan (padre de Totoquihuatzin, en veces es confundido con su abuelo).
- Epcohuatzin, señor de Atlacuihuayan, (confundido en veces con su tío señor de Tlatelolco).
- Maxtlatzin, señor de Coyoacán.
- Ayauhcihuatl, mujer que fue esposa de Huitzilíhuitl.

Otros hijos:
- Teyollocohuatzin, señor de Acolman (también escrito Teyolcocohuatzin).
- Cuacuatzin, señor de Tepechpan.
- Moquihuixtzin, señor de Cuauhnahuac.
- Quetzalayatzin (Tayatzin)
- Quetzalcuixin
- Quetzalmazatl
- Tepanquizqui
- Chalchiuhtlatonac
- Tecuicpaltzin

Seis de sus hijas fueron desposadas por gobernantes de otros altépetl para formar alianzas:
- Cuitlachcihuatzin, con Tlacateotzin de Tlatelolco.
- Cuetlaxxochitzin, con Quetzalaya de Colhuacan.
- Tzihuacxochtzin, con Acolnahuacatl de Tlacopan.
- Chalchiuhcihuatzin, con Tlatocatlatzacuilotzin de Acolman.
- Tecpaxochitzin, con Tecpatl de Atotonilco que la despreció, luego fue mujer de Nezahualcóyotl con quien procreó a Ayancuiltzin, considerado hijo bastardo.
- Tlacochcuetzin, con Acoltzin de Culhuacan, con quien engendró a Xilomantzin, gobernante de 1440 a 1473.
- Papaloxochitzin, con Opanteuctli de Coatlichan.

## Lengua
A pesar de que los tepanecas son considerados una cultura de alta civilización, no perduraron hasta nuestros días registros lingüísticos de este pueblo.
Sin embargo, gracias a la labor recopilatoria llevada a cabo en la Nueva España, nos han llegado algunos datos dispersos sobre las lenguas habladas en diferentes altépetl tepanecas. Fray Bernardino de Sahagún incluye a los tepanecas entre los grupos hablantes de náhuatl, aunque dicha afirmación parece más bien un intento —sincrónico y no histórico— de describir la situación étnica en tiempos cercanos a la conquista española, y se sabe que la consolidación de las principales unidades políticas del Altiplano Central, conllevó también el asentamiento de la lengua náhuatl como lengua común de los pipiltin de los diferentes altépetl.
Se tiene la certeza que eran varias las lenguas que se hablaban en los distintos altépetl tepanecas. Carrasco -citando a Dávila Padilla y un proceso de la Inquisición contra indígenas de Azcapotzalco- afirma que en la antigua capital tepaneca se hablaba náhuatl y matlatzinca.
Respecto a Tlacopan tenemos el testimonio de Cervantes de Salazar, quien afirma que allí se hablaba náhuatl de la serranía, otomí, matlazinca, mazahua, chocho y chichimeca.
En Atlacuihuayan (Tacubaya), otro altépetl tepaneca, hay testimonios de que hablaban náhuatl y otomí.
Si bien estas lenguas –náhuatl, otomí, matlatzinca, mazahua, chocho y chichimeca– se hablaban a lo largo del territorio que constituía el Imperio Tepaneca, lo cierto es que sólo las dos primeras pueden considerarse las lenguas habladas originariamente por la tribu tepaneca que emigró a la Cuenca de México, mientras que chocho y el chichimeca Carrasco los asocia con poblaciones pretepanecas, ya fueran teotihuacanos, chichimecas de Xolotl, o toltecas.